# Вермага
Вермага (рум. Vărmaga) — село у повіті Хунедоара в Румунії. Входить до складу комуни Чертежу-де-Сус.
Село розташоване на відстані 293 км на північний захід від Бухареста, 10 км на північний схід від Деви, 103 км на південний захід від Клуж-Напоки, 139 км на схід від Тімішоари.

## Населення
За даними перепису населення 2002 року у селі проживали 383 особи. Рідною мовою 380 осіб (99,2%) назвали румунську.
Національний склад населення села:
| Національність | Кількість осіб | Відсоток |
| -------------- | -------------- | -------- |
| румуни         | 361            | 94,3%    |
| цигани         | 15             | 3,9%     |
| угорці         | 7              | 1,8%     |